# カルロス3世 (スペイン王)
カルロス3世（スペイン語: Carlos III, 1716年1月20日 - 1788年12月14日）は、ナポリ国王・シチリア国王（カルロ7世／5世、在位：1735年 - 1759年）、のちボルボン（ブルボン）朝のスペイン国王（在位：1759年 - 1788年）。スペインの啓蒙専制君主と言われる。

## 生涯
ボルボン朝のスペイン国王フェリペ5世とその2番目の妻パルマ公女エリザベッタ・ファルネーゼの間の長子、フェリペ5世の第5子として生まれる。フェリペ5世には先妻の子フェルナンド6世があった。このため母の尽力により16歳でパルマ公となる。
ポーランド継承戦争（1733年 - 1735年）が起こると、フランス国王ルイ15世の支援を受け、兵を集めて1734年、オーストリア・ハプスブルク帝国領だったシチリア王国とナポリ王国を占領した。南イタリアは13世紀から代々スペイン領であったが、先のスペイン継承戦争（1701年 - 1713年）でオーストリアに奪われた土地であった。
優れた人材を登用し、海軍を始めとする軍職の整備、公共事業に数々の改革を実行した。若くして軍事的に成功を収めたとはいえ、軍事はさほど好まなかったといわれる。1735年ナポリ国王・シチリア国王に即位してカルロ7世およびカルロ5世となる。当時、ナポリとシチリアは別々の王国として扱われたが、実質的にはこの時両シチリア王国が成立したといえる。1759年、異母兄フェルナンド6世の死去によりスペイン国王に即位したため、ナポリ・シチリアの王位を8歳の三男フェルナンドに譲り、彼はナポリ国王フェルディナンド4世およびシチリア国王フェルディナンド3世となった。
スペイン国王即位後、イギリスと対抗するため、七年戦争では1761年にブルボン家同士の家族協約を結んでフランスと同盟した。七年戦争終結後のパリ条約では北米のフロリダをイギリスに譲与し、フランスから代償としてルイジアナを割譲される。のちにアメリカ独立戦争が起こると、再びフランスに加担してイギリスに宣戦し、1783年にフロリダとミノルカ島をイギリスから奪回した。国内的には啓蒙君主としてカトリック教会の勢力を抑制し、穀物貿易の自由化を図ったが、パン価格の高騰によりパン暴動が頻発した。
カトリック教徒であったが、1767年にスペイン領土からイエズス会士を追放したことで、バチカンとスペインの間に緊張関係をもたらした。一方ではペルーをはじめとした中南米諸国の独立への動きを抑えることはできず、植民地政策は破綻をきたした。
現在マドリードにある歴史建築物の多くは彼の時代に建設された。君主としてそれほど優れた素質ではなかったが、性格には誠実さがあり、大臣の選択には賢明であった。啓蒙君主としてスペインの国力をある程度回復させた。国力の低下により荒廃していたマドリードを再開発、プラド通りやシベーレスの噴水など現在にも残る近代的街並みを整備したことはその好例である。気晴らしに狩りを好んで僅かな供を連れて山野を歩き、身なりの良い人に出会うと帽子を取って挨拶し、低い身分の者にも軽く会釈をしたといわれる。

## 子女
ナポリ王およびシチリア王時代の1738年、ザクセン選帝侯兼ポーランド王アウグスト3世の長女マリア・アマリア・フォン・ザクセン（マリーア・アマリア・デ・サホニア）と結婚した。2人の間には13人の子が生まれた。
- マリア・イサベル・アントニエタ（1740年 - 1742年、夭折）
- マリア・ホセファ・アントニエタ（1742年、夭折）
- マリア・イサベル・アナ（1743年 - 1749年、夭折）
- マリア・ホセファ・カルメラ（1744年 - 1801年）
- マリア・ルイサ（1745年 - 1792年） - 神聖ローマ皇帝レオポルト2世の皇后
- フェリペ（英語版）（1747年 - 1777年） - カラブリア公。病により継承辞退。
- カルロス4世（1748年 - 1819年） - スペイン国王
- マリア・テレサ（1749年、夭折）
- フェルナンド（1751年 - 1825年） - ナポリ国王およびシチリア国王、のち両シチリア国王
- ガブリエル（1752年 - 1788年） - ポルトガル王女マリアナ・ビクトリアと結婚。
- アナ・マリア（1754年 - 1755年、夭折）
- アントニオ・パスクアル（1755年 - 1817年） - スペイン王女マリア・アマリア（兄カルロス4世の娘）と結婚。
- フランシスコ・ハビエル（1757年 - 1771年、夭折）

## もう1人のカルロス3世
フェリペ5世のスペイン王位継承を巡って勃発したスペイン継承戦争の際、オーストリア・ハプスブルク家のカール大公（後の神聖ローマ皇帝カール6世）が一時「スペイン国王カルロス3世」を称していた。